# ディシプリン*帝国の誕生
『ディシプリン＊帝国の誕生』（ディシプリン アスタリスクていこくのたんじょう）は、マーベラスエンターテイメントより2009年8月25日に配信されたWiiウェア。

## 作品概要
プレイヤーは妹の手術費用を稼ぐため、移動要塞収容施設ディシプリンの模擬運用試験のモニターとして参加。看守の目を盗みながら、「youコン」などを用いて同室の収容者の欲求を満たし、彼らの「こころの壁」を破壊していく。失敗により3回ペナルティーを受けると独房送りとなる。